# Silvia Vegetti Finzi
Silvia Vegetti Finzi (Brescia, 5 ottobre 1938) è una psicologa e pedagogista italiana.
Nata Silvia Finzi da padre ebreo e madre cristiana cattolica, è scampata alle persecuzioni razziali antisemite in Italia portando il cognome del bisnonno materno Ruchinger, medico condotto di religione cattolica. Ha condiviso per molti anni il lavoro intellettuale e l'impegno sociale con il marito Mario Vegetti, storico della filosofia antica.
La bibliografia di Silvia Vegetti Finzi ha conosciuto molte traduzioni dei suoi testi in francese, inglese, tedesco, spagnolo, greco e albanese. I suoi maggiori contributi hanno riguardato la storia della psicoanalisi, nonché lo studio delle problematiche pedagogiche da un punto di vista interdisciplinare, facendo riferimento soprattutto alla psicologia dell'infanzia e dell'adolescenza ed alla psicoanalisi.

## Biografia
Si è laureata in pedagogia e specializzata in psicologia clinica presso l'Università Cattolica del Sacro Cuore di Milano, diventando poi psicoterapeuta per i problemi dell'infanzia, della famiglia e della scuola.
Dal 1968 al 1971 ha partecipato alla vasta ricerca sulle cause del disadattamento scolastico, promossa dall’Istituto IARD (F. Brambilla) e dalla Fondazione Bernard Van Leer  di Milano.
Come psicoterapeuta della famiglia e dell'infanzia, ha esercitato in consultori di zona collaborando, in particolare, con il Tribunale per i minori di Milano e con il Reparto Pediatrico dell'Ospedale San Carlo di Milano. Nel 1996 è stata invitata da Monsignor Carlo Maria Martini, vescovo di Milano, alla "Cattedra dei non credenti” per una lectio sul tema “Fede e violenza”.
Da molti anni partecipa al Festival Filosofia di Modena e al Festival Filosofi lungo l’Oglio della Provincia di Brescia.
Dal 1975 al 2005 è stata docente di Psicologia Dinamica presso la Facoltà di Filosofia dell'Università di Pavia. Nel 1990 è stata tra le fondatrici della Consulta di bioetica. Ha fatto parte del Comitato Nazionale di Bioetica, dell'Osservatorio Permanente sull'Infanzia e l'adolescenza di Firenze, della Consulta Nazionale per la Sanità. Nel 1998 è stata insignita del premio Nazionale “Giuseppina Teodori” per la Bioetica.
Su incarico dell’Istituto IARD e dell’Associazione Van Leer, negli anni '70 ha condotto un'indagine internazionale sui motivi del disadattamento scolastico.
Nel 1980 è entrata a far parte del movimento femminista, impegnandosi intellettualmente presso l’Università delle donne "Virginia Woolf" di Roma e il Centro Documentazione Donne di Firenze.
Dal 1986 collabora, come pubblicista, con il Corriere della Sera. Ha condotto per anni rubriche fisse per le riviste “Io donna” e “Insieme”. Attualmente, per il settimanale svizzero “Azione” cura lo scambio epistolare della “Stanza del dialogo”.
Fa parte del Comitato scientifico delle riviste: “Iride”, “L’Arco di Giano”, “Pedagogika“, “Ri-nascere” e della “ Libera Università dell’Autobiografia di Anghiari”.
Partecipa all’Associazione nazionale delle giornaliste “Giulia”, all’Associazione Nodi Freudiani e "Donne in".
È membro onorario della Casa delle donne di Milano e, in quanto insignita del Premio Nazionale “Cesare Musatti” per la Psicoanalisi, dell’Istituto di Psicoanalisi di Milano.
Dal 2017 è vice-presidente della Casa della Cultura di Milano.
È membro della "Società Italiana di Psicologia" e della "Société internationale d'histoire de la psychoanalyse".
È membro della Fondazione Pubblicità Progresso
Nel 1998 ha ricevuto, per le sue opere sulla psicoanalisi, il premio nazionale "Cesare Musatti" e per quelle di bioetica il premio nazionale "Giuseppina Teodori".
Ha ricevuto le onorificenze “Milano Donna” e “Brescianità”.
Il 24 giugno 2023 ha ricevuto il Premio Sila alla carriera.

## Pensiero
Silvia Vegetti Finzi si è dedicata, in particolare, ad una ricerca storica che ha avuto, come oggetto di studio, l'origine e lo sviluppo della psicoanalisi, partendo dal suo teorizzatore Freud sino ad oggi, indagandola non solo come storia della scienza psicoanalitica ma anche come storia di un fenomeno culturale.
Particolarmente interessante è stato poi lo studio e l'approfondimento, tramite l'analisi dell'inconscio individuale e delle manifestazioni culturali, di ciò che caratterizza l'identità femminile e materna, sovrastata e alterata nel tempo dalla prevalenza dei simboli maschili. A questo scopo, ha condotto una sorta di ricerca archeologica dei riti di iniziazione delle bambine nella Grecia classica, nonché dei miti e delle rappresentazioni iconografiche dell'archetipo della Grande Madre. Tale indagine si è avvalsa anche delle sue competenze ed esperienze di psicoterapeuta nonché dell'analisi dei sogni delle bambine, secondo un programma di ricerca interdisciplinare che ha coinvolto soprattutto psicologia dell'infanzia e dell'adolescenza e psicoanalisi.
Si è anche dedicata alle problematiche pedagogiche in relazione all'evoluzione della società, nonché alla divulgazione scientifica, tramite organi di stampa e della televisione, ai genitori e ai docenti, della conoscenza dei meccanismi psicologici nei bambini e negli adolescenti.
Noto è anche il suo impegno nello studio e nella ricerca delle biotecnologie applicate alla maternità.

## Opere

### Libri
- S. Vegetti Finzi-O. Andreani, Classe sociale, intelligenza e personalità, Bologna, Il Mulino, 1974.
- S. Vegetti Finzi-L. Bellomo, Bambini a tempo pieno, Bologna, Il Mulino, 1978.
- Storia della Psicoanalisi. Autori, opere, teorie 1895-1985, Collana Studio, Milano, Mondadori, 1986.
- Il romanzo della famiglia. Passioni e ragioni del vivere insieme, Collana Saggi, Milano, Mondadori, 1992.
- Il Bambino della notte. Divenire donna, divenire madre, Collana Saggi, Milano, Mondadori, 1992.
- S. Vegetti Finzi-Marina Catenazzi, Psicoanalisi ed educazione sessuale, Collana Storia e Società, Roma-Bari, Laterza, 1994.
- S. Vegetti Finzi-Anna Maria Battistin, A piccoli passi. Psicologia dei bambini da 0 a 5 anni, Collana Saggi, Milano, Mondadori, 1994.
- Freud e la nascita della Psicoanalisi, Collana Oscar Piccola Biblioteca, Milano, Mondadori, 1995.
- S. Vegetti Finzi-Anna Maria Battistin, I bambini sono cambiati. Psicologia dei bambini da 5 a 10 anni, Milano, Mondadori, 1996.
- S. Vegetti Finzi-Silvia Lagorio-Lella Ravasi, Se noi siamo la terra, Collana L'arco, Milano, Il Saggiatore, 1996.
- S. Vegetti Finzi-Gabriella Luzzati-Tina Serpi, Il fantasma del patriarcato, Alma, 1997.
- Volere un figlio. La nuova maternità tra natura e scienza, Con un saggio di Carlo Flamigni e Marina Mengarelli, Collana Saggi, Milano, Mondadori, 1997.
- S. Vegetti Finzi-Anna Maria Battistin, L'età incerta. I nuovi adolescenti, Collana Saggi, Milano, Mondadori, 2000.
- Parlar d'amore. Le donne e le stagioni della vita, Collana Saggi italiani, Milano, Rizzoli, 2003.
- S. Vegetti Finzi-Dacia Maraini-Anna Salvo, Madri e figlie. Ieri e oggi, a cura di Maddalena Tulanti, Collana Il Nocciolo, Roma-Bari, Laterza, 2004.
- Silvia Vegetti Finzi dialoga con le mamme, a cura di C. Bertoldi, Milano, Fabbri Editori, 2004.
- Quando i genitori si dividono. Le emozioni dei figli, Collana Saggi, Milano, Mondadori, 2005.
- Nuovi nonni per nuovi nipoti. La gioia di un incontro, Collana Saggi, Milano, Mondadori, 2008.
- La stanza del dialogo. Riflessioni sul ciclo della vita, Bellinzona, Casagrande, 2009.
- S. Vegetti Finzi-Mario Vegetti-A.L. Celli, Fare società. Riflessioni e materiali per educare la cittadinanza, Torino, Einaudi, 2011.
- Una bambina senza stelle. Le risorse segrete dell'infanzia per superare le difficoltà della vita, Collana Saggi italiani, Milano, Rizzoli, 2015.
- L'ospite più atteso. Vivere e rivivere le emozioni della maternità, Collana Vele n.123, Torino, Einaudi, 2017.

### Curatele
- Il bambino nella Psicoanalisi, Bologna, Zanichelli, 1976.
- Psicoanalisi al femminile, Collana Storia e Società, Roma-Bari, Laterza, 1992.
- Storia delle passioni, Roma-Bari, Laterza, 1995.

### Saggi miscellanei
- Verso il luogo delle origini, Milano, La Tartaruga, 1982.
- Questioni di Bioetica, Roma-Bari, Laterza, 1993.
- Psicoanalisi ed identità di genere, Roma-Bari, Laterza, 1995.